# Spanyolország zászlaja
Spanyolország zászlaja jelenlegi formáját 1981. december 19-én kapta meg. A királyság hivatalos lobogója piros-sárga-piros csíkokból áll, amelyeknek aránya 1:2:1. Ez a különleges arány régen arra szolgált, hogy a spanyol hont még ebben is megkülönböztesse a többi európai államtól. A zászló rúdrészén az ország címere van elhelyezve.

## Története

A mai spanyol zászló története III. Károly király uralkodásáig nyúlik vissza. Károly a Bourbon-dinasztia sarja volt, és 1785-ben elhatározta, hogy országának olyan lobogót készíttet, amely megkülönbözteti majd Spanyolországot a többi Bourbonok uralta államtól, így Franciaországtól és Szicíliától. Ezért a királyi udvar egyszerűen versenyt írt ki a zászló megtervezésére. Így született meg az első piros-sárga-piros lobogó. Ezt a zászlót főként háborúban használták, de volt egy megfelelő civil változata is. Ez már öt sávból állt, három sárga és két piros sávból. A színek már akkor is egyértelműek voltak, hiszen a négy ősi királyság, amelynek összeolvadásából alakult ki a spanyol birodalom, mindegyik arany és vörös színeket használt címerében. Ezen a versenyen tulajdonképpen megszilárdult a mai zászló színösszeállítása, azonban a címerről sok vita folyt, míg véglegesen csak 1981-ben alakult ki a lobogó. Azonban a spanyol történelem viharai csekély mértékben megváltoztatták az ország nemzeti jelképeit is. Így a mai királyság történetének mindkét köztársasági időszakában más zászlót vontak fel a kormányépületek előtt.

## Színek
| Szín  | Pantone | HTML    | RGB       | CMYK       |
| ----- | ------- | ------- | --------- | ---------- |
| piros | 7628 C  | #AA151B | 170 21 27 | 0 88 84 33 |
| sárga | 7406 C  | #F1BF00 | 241 191 0 | 0 21 100 5 |

## Galéria

A Spanyol Birodalom és a Habsburg-ház zászlaja 1701-ig
A Bourbon Spanyol Királyság zászlaja 1701-től 1760-ig
A Bourbon Spanyol Királyság zászlaja 1760-tól 1785-ig
Az új spanyol zászló 1785-től 1873-ig, és 1875-től 1931-ig
Az első Spanyol Köztársaság zászlaja 1873-tól 1875-ig
A második Spanyol Köztársaság zászlaja 1931-től 1939-ig
Spanyolország zászlaja 1936-tól 1938-ig
Spanyolország zászlaja 1938-tól 1945-ig
Spanyolország zászlaja 1945-től 1977-ig
Spanyolország zászlaja 1977-től 1981-ig
Spanyolország zászlaja 1981-től
Spanyolország civil lobogója 1785-ben

## Külső hivatkozások
- Spanyolország zászlaja a Világ zászlói (Flags of the World) weboldalon